# Ceropegia lawii
Ceropegia lawii är en oleanderväxtart som beskrevs av Joseph Dalton Hooker. Ceropegia lawii ingår i släktet Ceropegia och familjen oleanderväxter. Inga underarter finns listade i Catalogue of Life.